# Iván Isákov
Iván Stepanovich Isákov (22 de agosto de 1894-11 de octubre de 1967), nacido como Hovhannes Ter-Isaakyán, fue un comandante militar de la Armenia soviética, jefe del Estado Mayor de la Armada Soviética, viceministro de la Armada de la URSS, y tuvo el rango de almirante de la Flota de la Unión Soviética. Desempeñó un papel crucial en la formación de la Armada soviética, en particular de la Flota del Báltico y de la Flota del Mar Negro. durante la Segunda Guerra Mundial. Aparte de su carrera militar, Isákov se convirtió en miembro y escritor del comité oceanográfico de la Academia de Ciencias de la Unión Soviética en 1958 y, en 1967, se convirtió en miembro honorario de la República Socialista Soviética de Armenia.

## Primeros años
Iván Isákov nació como Hovhannes Ter-Isaakyán en el seno de la familia de un trabajador ferroviario armenio en la aldea de Hadjikend en el Óblast de Kars, entonces parte del Imperio ruso. (actualmente la Provincia de Kars de Turquía). Rusianizó su nombre tras la Revolución Rusa. Su padre murió poco después de su nacimiento. Después, su madre crio a sus tres hijos con su hermano. Su tío había soñado con servir en la marina y tenía una biblioteca de literatura marina, lo que inspiró a Isakov una afición idéntica a la de las embarcaciones. La familia se trasladó más tarde a Tiflis, donde estudió matemáticas e ingeniería en la realschule local, de la que Isakov se graduó en 1913.

## Servicio militar
En 1917, se trasladó a Petrogrado e ingresó en la Escuela de Guardias Navales de la Armada Imperial Rusa y se graduó como guardiamarina en marzo de ese año. Vio brevemente la acción contra los alemanes en el archipiélago de Moonsund. Continuó su servicio después de la Revolución de Octubre en la flota del Mar Báltico como oficial de torpedos, donde sirvió en varios buques de guerra, incluyendo el Izyaslav, el Riga, el Kobchik y el Korshun. En 1918, participó en varias batallas contra la Armada Imperial Alemana hasta la firma del Tratado de Brest-Litovsk, que puso fin a la guerra entre Rusia y Alemania, concediendo el Mar Báltico a esta última. En marzo de 1918, Isakov participó en el Crucero sobre el hielo de la Flota del Báltico desde la base naval de Helsingfors, donde los buques de guerra y rompehielos rusos fueron trasladados desde el Báltico a la base naval de Kronshtadt, cerca de Petrogrado. Una fuente autorizada de la Armada rusa señala que Isakov completó cursos adicionales de barrido y colocación de minas en 1919 y luego sirvió en el Mar Caspio, regresando al Báltico en 1920 y sirviendo posteriormente en el Mar Negro hasta mediados de la década de 1920.
En 1920, Isakov fue transferido y asignado al destructor Deyatelni, que patrulló desde el río Volga hasta el mar Caspio y posteriormente bombardeó las posiciones de las fuerzas Intervención aliada en plena guerra civil rusa. Destacado por su distinción durante las batallas, fue nombrado comandante de la batería de cañones del destructor Izyaslav en 1921. De 1922 a 1927, sirvió como operativo de shtab, o miembro del subjefe del Estado Mayor, de las fuerzas navales en la Flota del Mar Negro. En 1928, Isakov completó los cursos académicos en la Academia Naval de Leningrado y, desde 1930, fue Jefe de Estado Mayor de la Flota del Báltico. En 1932, Isakov se convirtió en profesor y jefe del departamento de arte naval de la Academia Naval Militar soviética y enseñó como profesor durante cinco años hasta que fue ascendido a comandante de la Flota del Báltico. De 1938 a 1939, dirigió la Academia Naval. Isakov fue nombrado vicecomisario de asuntos navales, y en 1939 encabezó una delegación naval a los Estados Unidos con el objetivo de adquirir nuevos buques de guerra. Se reunió con el Secretario de la Marina, pero la delegación se fue con las manos vacías, ya que Estados Unidos no estaba dispuesto a conceder ayuda a la Unión Soviética. Isakov se separó de la enseñanza con el inicio de la Guerra de Invierno y entró en el servicio activo; coordinó no sólo el movimiento de los buques de guerra navales en el Mar Báltico, sino también las fuerzas terrestres del Ejército Rojo en la guerra soviética contra Finlandia. De 1941 a 1943 Isakov fue jefe del Estado Mayor Marítimo. De 1946 a 1947, fue jefe del Estado Mayor de la Marina. De 1947 a 1950, fue vicecomandante en jefe de la Armada. De 1950 a 1956, fue viceministro de la Marina. A partir de 1957, fue miembro de la Inspección General del Ministerio de Defensa.

### Segunda Guerra Mundial
Con la invasión alemana de la Unión Soviética en 1941, los efectivos de la Armada soviética disminuyeron drásticamente porque se necesitaban hombres para frenar los avances de los ejércitos alemanes. No obstante, Isakov sirvió temporalmente en la Flota del Norte de la Bandera Roja Soviética hasta 1942, cuando se convirtió en comandante en el Frente del Cáucaso Norte, donde las fuerzas alemanas intentaban penetrar en los campos petrolíferos de Bakú. Allí fue miembro de la Directiva del Cáucaso Norte, un consejo militar que planificaba las operaciones y dirigía las fuerzas navales que defendían la región. Fue responsable del exitoso desembarco naval de las fuerzas soviéticas en la península de Kerch (véae Operación Kerch-Eltigen), entonces en poder de las fuerzas alemanas. El 4 de octubre de 1942, Isákov resultó herido en un bombardeo alemán en Tuapse y se le amputó el pie, pasando el resto de la guerra en un hospital de campaña. No obstante, continuó sirviendo en su calidad de jefe del Estado Mayor de las fuerzas navales soviéticas. Después de la guerra, durante un banquete de celebración para el Politburó y los mariscales, el 24 de mayo de 1945, Stalin caminó hasta su mesa distante para chocar las copas en un brindis por sus esfuerzos.

### Almirantazgo y trabajo académico
En marzo de 1955, Isakov fue ascendido al rango de Almirante de la Flota de la Unión Soviética, uno de los tres únicos que ostentan ese rango, pero también se las arregló para encontrar tiempo para realizar trabajos académicos. Tras convertirse en profesor en 1932, Isakov dedicó gran parte de su tiempo a la investigación de tácticas y estrategias navales militares. Entre 1932 y 1933, participó en un informe militar soviético que examinaba las tácticas navales alemanas, especialmente las de los submarinos, utilizadas durante las batallas de la Primera Guerra Mundial.   Recibió su Doktor nauk en 1937, tras defender su disertación sobre la derrota de las fuerzas alemanas por la Armada Imperial Japonesa en la Batalla de Tsingtao de 1914. En 1947, Isakov fue nombrado editor y presidente de El Atlas del Mar, una obra en tres volúmenes sobre la cartografía de las rutas navales, el trazado del fondo marino y el paisaje físico de los océanos y la historia de la guerra naval. La obra recibió en 1951 el Premio Stalin. Otros cargos de prestigio que ocupó Isakov fueron el de editor y asesor en la redacción de la Gran Enciclopedia Soviética. En 1958 fue nombrado miembro correspondiente de la Academia de Ciencias de la URSS. En 1964, Isakov se convirtió en miembro de la Unión de Escritores de la URSS.
Por decreto del Soviet Supremo de la Unión Soviética del 7 de mayo de 1965, "Por su hábil dirección de las tropas, su coraje, su valentía y su heroísmo en la lucha contra los invasores nazis, y en conmemoración del 20.º aniversario de la victoria en la Gran Guerra Patria", el almirante de la Flota Isakov recibió el título de Héroe de la Unión Soviética.

## Valoración, críticas y legado
Como comandante naval, Isakov ha sido descrito por un historiador militar como "más un practicante naval que un teórico" que "enfatizaba que la teoría del mando del mar era una teoría racional".
El académico Abraham Alikhanov escribió que Iósif Stalin dijo: "Un verdadero almirante de la flota, el camarada Isakov. Inteligente, sin piernas, pero con una cabeza fuerte".
Como armenio rusificado, la visión del mundo y la identificación personal de Isakov pueden caracterizarse como propias de un gran ruso en lugar de un soviético. En enero de 1965, Isakov escribió en el periódico Nedelya que "durante siglos los enemigos extranjeros han intentado cerrar al pueblo ruso todas las salidas al mar". Luego recordó, cómo "el reino de Astrakhan ha bloqueado el mar Caspio. En el Báltico el papel de Cerbero lo desempeñaron a su vez los Caballeros Livonios, la Liga Hanseática y más tarde Suecia". Isakov concluyó "La fortaleza Oreshek o Schlüsselburg ha permanecido en la desembocadura del Neva hasta el día de hoy como recuerdo de lo temerosos que estaban de dejar salir a los rusos del lago Ilmen".
Sobre la base de este artículo, Ivan Dziuba, filólogo ruso nacido en Ucrania y leninista acérrimo, criticó duramente a Isakov en su libro Internacionalismo o rusificación (1968) por repetir "lo que escribían los propagandistas de la época zarista y en sus libros de texto de historia falsificados", una actitud "que miraba a todo el mundo circundante, estuviera o no en el camino de Rusia, satisficiera o no los apetitos del zarismo". Dziuba utilizó a Isakov como ejemplo de cómo la Rusia zarista se identificaba completamente con la URSS contemporánea y de cómo el chovinismo gran ruso había superado "el enfoque de clase comunista" con "una lamentable interpretación del tipo Shulgin de la grandiosa batalla de clases del proletariado, del grandioso drama de la historia universal".
Tanto la Unión Soviética como Armenia han emitido sellos de correos dedicados a Isakov. Una avenida de Ereván lleva su nombre, así como un antiguo crucero y una fragata rusa prevista de la clase fragata.

## Honores y premios

### Unión Soviética
|  | Héroe de la Unión Soviética (7 de mayo de 1965) |
|  | Seis Órdenes de Lenin (22 de febrero de 1938, 13 de diciembre de 1942, 21 de febrero de 1945, 21 de agosto de 1954, 21 de agosto de 1964, 7 de mayo de 1965) |
|  | Orden de la Bandera Roja, tres veces (21 de abril de 1940, 3 de noviembre de 1944, 6 de noviembre de 1947)                                                   |
|  | Dos Órdenes de Ushakov, 1.ª clase (22 de julio de 1944, 28 de junio de 1964)                                                                                 |
|  | Orden de la Guerra Patria, 1.ª clase (22 de febrero de 1943)                                                                                                 |
|  | Orden de la Estrella Roja (23 de febrero de 1934) |
|  | Medalla Por la defensa de Leningrado (22 de diciembre de 1942)                                                                                               |
|  | Medalla por la defensa de Moscú (1 de mayo de 1944) |
|  | Medalla por la defensa de Sebastopol (22 de diciembre de 1942)                                                                                               |
|  | Medalla por la defensa del Cáucaso (1 de mayo de 1944) |
|  | Medalla por la victoria sobre Alemania en la Gran Guerra Patria 1941-1945 (9 de mayo de 1945)                                                                |
|  | Medalla por la Victoria sobre Japón (30 de septiembre de 1945)                                                                                               |
|  | Medalla Conmemorativa del 20.º Aniversario de la Victoria en la Gran Guerra Patria de 1941-1945 (7 de mayo de 1965)                                          |
|  | Medalla del 20.º Aniversario del Ejército Rojo de Obreros y Campesinos (24 de enero de 1938)                                                                 |
|  | Medalla del 30.º Aniversario de las Fuerzas Armadas de la URSS (22 de febrero de 1948)                                                                       |
|  | Medalla del 40.º Aniversario de las Fuerzas Armadas de la URSS (17 de febrero de 1958)                                                                       |
|  | Medalla Conmemorativa del 800.º Aniversario de Moscú (20 de septiembre de 1947)                                                                              |
|  | Medalla Conmemorativa del 250.º Aniversario de Leningrado (16 de mayo de 1957)                                                                               |

- Franja de herido
- Premio Estatal de la Unión Soviética (1950)

### Otros países
|  | Orden de la Cruz de Grunwald, 1er grado (Polonia)                 |
|  | Orden de Liberación Nacional (Yugoslavia)                         |
|  | Orden de la Estrella Partisana, 1.ª clase, dos veces (Yugoslavia) |

## Escritos
Isákov escribió varios libros, principalmente sobre la guerra naval:
- "Operaciones japonesas de nuevo en Tsingdao en 1914", 1936
- "La flota naval de la URSS en la guerra patriótica", 1947
- "Historias sobre la Marina", 1962
- "El final de un nueve", 1963
- La primera misión diplomática", 1964
- Historia de un comandante indestructible", 1965
- "Atracciones navales", 1984
- "Obras seleccionadas", 1984